# Dvanaest majmuna
12 majmuna (eng. 12 Monkeys) američki je znanstveno-fantastični film iz 1995. godine kojeg je režirao Terry Gilliam, a koji je zapravo prerada kratkog igranog filma La jetée autora Chrisa Markera iz 1962. godine. U filmu su glavne uloge ostvarili Bruce Willis, Madeleine Stowe, Brad Pitt i Christopher Plummer.
Nakon što je kompanija Universal Pictures otkupila prava na preradu kratkog filma La Jetée u dugometražni, David i Janet Peoples dobili su zadatak napisati scenarij. Pod redateljskom palicom Terryja Gilliama, kompanija Universal odobrila je budžet od 29 i pol milijuna dolara, a snimanje je trajalo od veljače do svibnja 1995. godine većinom u Philadelphiji i Baltimoreu gdje se radnja filma i događa.
Glavni lik priče je James Cole, robijaš kojeg znanstvenici iz budućnosti šalju u prošlost kako bi istražio okolnosti koje su dovele do širenja smrtonosnog virusa koji je pobio gotovo cijelo čovječanstvo. Osim putovanjem kroz vrijeme, film se bavi i temama fatalizma, odnosa zbilja i iluzije te kritikom moderne znanosti, a posebno psihijatrije koja je prikazana kao nehumana i nepravedna prema pojedincima koji su proglašeni umobolnim. Također je uočljiva i kritika potrošačkog društva.
Film je dobio uglavnom pozitivne kritike, a u svijetu je zaradio ukupno 168.400.000 dolara. Brad Pitt je za svoju ulogu nominiran za prestižnu nagradu Oscar u kategoriji najboljeg sporednog glumca, a osvojio je nagradu Zlatni globus u istoj kategoriji. Sam film također je osvojio i bio nominiran u nekoliko kategorija za nagrade Saturn.

## Radnja
James Cole (Bruce Willis) je optuženi kriminalac koji živi u mračnoj, post-apokaliptičnoj budućnosti. Na prijelazu 1996. u 1997. godinu Zemlja je kontaminirana smrtonosnim virusom koji je pobio gotovo cjelokupno čovječanstvo, a mali broj preživjelih morali su napustiti površinu planeta i preseliti se duboko pod zemlju. Kako bi dobio oprost i oslobođenje iz zatvora, Cole dopušta znanstvenicima da ga pošalju na opasnu misiju u prošlost gdje će sakupiti informacije vezane za virus za čije puštanje znanstvenici drže odgovornom terorističku organizaciju znanu samo pod imenom Vojska 12 Majmuna. Ako bi to bilo moguće, Coleov zadatak je nabaviti čistokrvni uzorak originalnog virusa kako bi znanstvenici pokušali napraviti lijek. Kroz cijeli film Colea muče snovi koji se ponavljaju u kojem vidi potjeru i pucnjavu na aerodromu.
Tijekom Coleovog prvog putovanja kroz vrijeme, on završava u Baltimoreu 1990. godine, a ne 1996. godine kao što je planirano. Uhićen je i smješten u bolnicu za umobolne osobe pod supervizijom doktorice Kathryn Railly (Madeleine Stowe). Tamo upoznaje Jeffreyja Goinesa (Brad Pitt), poremećenog pacijenta opsjednutog antikonzumerizmom i borca za prava životinja. Cole neuspješno pokušava ostaviti poruku na sekretarici čiji su mu broj dali znanstvenici iz budućnosti. Nakon neuspješnog pokušaja bijega, Cole se nađe u malenoj odvojenoj ćeliji, potpuno zavezan iz koje uskoro nestaje i vraća se u budućnost. Tijekom razgovora s Coleom, znanstvenici mu puštaju snimku na kojoj iskrivljeni glas odaje lokaciju Vojske 12 Majmuna i izričito navodi da su upravo oni odgovorni za virus. Također mu pokazuju fotografije nekoliko ljudi za koje se sumnja da su umiješani u puštanje virusa među kojima Cole prepoznaje Goinesa. Znanstvenici ga nakon toga ponovno šalju kroz vrijeme, ovaj put u 1996. godinu.
Cole otima Railly i kreće u potragu za Goinesom za kojeg otkriva da je osnivač Vojske 12 Majmuna. Međutim, nakon sučeljavanja Goines niječe svaku umiješanost u bilo kakav virus i govori da je uništenje čovječanstva zapravo bila Coleova ideja originalno začeta u umobolnici u kojoj su zajedno boravili 1990. godine. Cole ponovno nestaje u trenutku kad na zabavu na koju je upao da bi pronašao Goinesa dolazi policija. Nakon njegovog nestanka Railly započinje sumnjati u svoju dijagnozu za Colea pogotovo kada pronađe dokaz da on govori istinu u obliku fotografije iz Prvog svjetskog rata na kojoj se nalazi upravo Cole. Međutim, Cole sam sebe započne uvjeravati da su budućnost u koju se konstantno vraća zapravo njegove vlastite halucinacije i preklinje znanstvenike da ga vrate natrag. U pokušaju da Coleu dokaže da nije lud, Railly ostavlja poruku na sekretarici koja je identična onoj koju su mu pustili znanstvenici u budućnosti. U tom trenutku oboje shvaćaju da je nadolazeća apokalipsa stvarna te planiraju zajedno provesti ono malo vremena koliko im je ostalo.
Na putu do aerodroma shvaćaju da je Vojska 12 Majmuna zapravo bila diverzija; sve što je vojska napravila je to da je oslobodila sve životinje iz zoološkog vrta i tako usporila promet. Na aerodromu Cole ostavlja posljednju poruku govoreći znanstvenicima da se nalaze na krivom putu slijedeći Vojsku 12 Majmuna i da se on neće vratiti u budućnost. Uskoro mu se suprotstavlja Jose (Jon Seda), poznanik iz budućnosti koji Coleu daje pištolj i instrukcije kako da završi svoju misiju. U isto vrijeme Railly otkriva pravog krivca za puštanje virusa: doktora Petersa (David Morse), asistenta doktora Goinesa (Christopher Plummer) u virološkom laboratoriju. Peters se upravo sprema na proputovanje kroz nekoliko gradova diljem svijeta koji odgovaraju sekvenci puštanja virusa koju je iz budućnosti Cole upamtio. U pokušaju da spriječi Petersa, Colea smrtno rani osiguranje aerodroma. Dok umire na Raillynim rukama ona ugleda malog dječaka - mladog Jamesa Colea koji svjedoči svojoj vlastitoj smrti (scena koja se Coleu konstantno kroz film ponavljala u snovima). Doktor Peters, već ukrcan na avion sa smrtonosnim virusom, sjedne pokraj Jones (Carol Florence), jedne od vodećih znanstvenica iz budućnosti.

## Glumačka postava
- Bruce Willis kao James Cole
- Madeleine Stowe kao Kathryn Railly
- Brad Pitt kao Jeffrey Goines
- Christopher Plummer kao Dr. Goines
- Jon Seda kao Jose
- Christopher Meloni kao poručnik Halperin
- David Morse kao Dr. Peters
- Frank Gorshin kao Dr. Fletcher
- Vernon Campbell kao Tiny
- Lisa Gay Hamilton kao Teddy
- Bob Adrian kao geolog
- Simon Jones kao zoolog
- Carol Florence kao astrofizičarka/Jones
- Bill Raymond kao mikrobiolog
- Thomas Roy kao propovjednik na ulici

## Produkcija

### Razvoj projekta
Ideja o filmu 12 majmuna potekla je od izvršnog producenta Roberta Kosberga koji je bio obožavatelj francuskog kratkog igranog filma La jetée iz 1962. godine. Upravo je Kosberg nagovorio redatelja Chrisa Markera da mu dopusti da ideju prezentira kompaniji Universal Pictures, jer je smatrao da je francuski kratki film odličan temelj za snimanje dugometražnog znanstveno-fantastičnog uratka. Universal je s negodovanjem pristao na otkup prava za remake te unajmio Davida i Janet Peoples da napišu scenarij. Producent Charles Roven odabrao je Terryja Gilliama za režiju, jer je vjerovao da je njegov stil savršen za nelinearnu naraciju filma 12 majmuna i podzaplet s putovanjem kroz vrijeme. Gilliam, koji je baš u to vrijeme odustao od filmske adaptacije A Tale of Two Cities pristao je na režiju filma. Osim toga, 12 majmuna ostao je upamćen i kao drugi film za koji Gilliam nije napisao scenarij niti sudjelovao u njegovom stvaranju. Iako preferira režirati vlastite scenarije, oduševio ga je "intrigantan i inteligentan scenarij autora Peoplesa. Priča je uznemirujuća. Bavi se vremenom, ludilom i percepcijom onoga što svijet jest i nije. To je studija ludila i snova, smrti i ponovnog rađanja smještena u svijet koji se raspada."
Kompaniji Universal trebalo je duže nego što se očekivalo da odobri film premda je Gilliam već imao dvije zvijezde u njemu (Brucea Willisa i Brada Pitta) te odobren budžet od 29 i pol milijuna dolara (zapravo mali iznos za holivudski znanstveno-fantastični film). Universalova produkcija filma Vodeni svijet uvelike je utjecala na tu odluku, budući je potonji film propao na kino blagajnama. Kako bi dobio odobrenje za početak produkcije filma 12 majmuna, Gilliam je uvjerio Willisa da smanji svoju uobičajenu plaću. Zbog striktnih Universalovih produkcijskih poticaja i zajedničke prošlosti sa studijom na filmu Brazil, Gilliam je dobio pravo na završnu verziju filma. Udruženje filmskih scenarista SAD-a u nekoliko navrata izjavljivalo je skepsu zbog toga što je film remake kratkog francuskog iz 1962. godine.

### Dodjela uloga
U početku je Gilliam želio u glavnim ulogama vidjeti Nicka Noltea kao Jamesa Colea i Jeffa Bridgesa kao Jeffreyja Goinesa, ali se Universal tome protivio. Gilliam, koji je Brucea Willisa prvi put upoznao na audiciji za ulogu u njegovom filmu Kralj ribara (koju je na kraju dobio Jeff Bridges) vjerovao je da Willis budi u karakterizaciji Colea "nekoga tko je jak i opasan, ali također i ranjiv". Svakog dana snimanja glumac je morao nositi tri tetovaže na lubanji i vratu: jednu koja prikazuje zatvorski broj te dva barcodea sa svake strane vrata.
Gilliam je ulogu Dr. Kathryn Railly dodijelio glumici Madeleine Stowe zbog toga što je bio impresioniran njezinom performansom u filmu Treptaj iz 1994. godine. Njih dvoje prvi put su se upoznali na audiciji za njegov nikad snimljeni film A Tale of Two Cities. "Ona posjeduje tu fantastičnu bestjelesnu ljepotu i nevjerojatno je inteligentna", izjavio je Gilliam za glumicu. "Te dvije stvari vrlo dobro stoje na njoj, a sam film trebao je takve elemente zato što je, uz sve ostalo, morao biti i romantičan."
U početku Gilliam nije vjerovao da je Brad Pitt dobar odabir za ulogu Jeffreyja Goinesa, ali ga je voditelj castinga uvjerio suprotno. Pitt je za ulogu dobio relativno malu plaću, jer je u to vrijeme još bio nepoznat. Međutim, do trenutka kada je film 12 majmuna započeo s kino distribucijom, u kinima su se već mogli pogledati raniji filmovi koje je Pitt snimio, a koji su postali hitovi: Intervju s vampirom, Legenda o jeseni i Sedam. Upravo ti uspjesi doveli su Pitta do A-liste holivudskih glumaca, ali su također i privukli ogromnu pozornost na film 12 majmuna i uvelike utjecali na njegov konačan box-office rezultat. U gradu Philadelphiji, par mjeseci prije početka snimanja, Pitt je proveo nekoliko tjedana u bolnici sveučilišta Temple, posjećujući i studirajući odjel psihijatrije i pripremajući se za svoju ulogu.

### Snimanje filma
Snimanje filma 12 majmuna trajalo je od 8. veljače do 6. svibnja 1995. godine. Snimanje na lokacijama u Philadelphiji i Baltimoreu (uključujući i Senator Theatre) tijekom zime bilo je otežano zbog problema s vremenom. Također su se pojavljivali problemi i s mehaničkim instrumentima koji su "glumili" dijelove iz budućnosti. Zbog toga što film nema linearnu priču događale su se pogreške u kontinuitetu radnje, a neke scene su morale biti nanovo snimljene. Redatelj Gilliam se u jednom trenutku i ozlijedio nakon što je otišao na jahanje. Međutim, unatoč brojnim problemima, redatelj je ostao u granicama odobrenog budžeta, a sa snimanjem kasnio tek tjedan dana. "Bilo je to teško snimanje", prisjetit će se scenograf Jeffrey Beecroft (Ples s vukovima). "Nismo imali puno novca niti dovoljno vremena. I premda je Terry perfekcionist, bio je nepopustljiv kad je u pitanju bilo eventualno prekoračenje budžeta. Razapeli su ga zbog njegovog ranije filma Pustolovine baruna Münchhausena i to ga je još uvijek progonilo."
Filmaši nisu imali dopuštenje upotrebljavati studij; umjesto toga morali su pronalaziti napuštene zgrade ili prave znamenitosti. Eksterijer aerodroma na kojem se događa vrhunac filma sniman je na međunarodnom aerodromu Baltimore-Washington dok su interijeri snimani u centru Pennsylvania Convention. Snimanje u psihijatrijskoj ustanovi obavljeno je u kaznionici Eastern State.

### Dizajn
Gilliam je film snimao u istom stilu kao i svoj film Brazil, uključujući scenografiju i kameru (pogotovo upotrebu freznelovih leća). Soba za ispitivanje u kojoj Cole odrađuje intervjue sa znanstvenicima temeljila se na radu Lebbeusa Woodsa; ove scene snimane su u tri različite električne centrale (dvije u Philadelphiji i jednoj u Baltimoreu). Namjera redatelja Gilliama bila je prikazati Colea za vrijeme ispitivanja kroz nekoliko različitih malih ekrana zbog toga što je osjećao da je takva "tehnologija bila prava noćna mora. Pokušavaš vidjeti lica na ekranu ispred sebe, ali prava lica i glasovi su negdje dolje i imaš osjećaj da se ti mali glasići nalaze negdje u tvom uhu. Za mene je to današnji svijet u kojem živimo, način na koji danas komuniciramo - kroz tehnikaliju koja se pretvara da nam služi za komunikaciju, a zapravo ne služi."
Odjel scenografije potrudio se da podzemni svijet iz 2035. godine ne koristi tehnologiju prije 1996. godine kako bi budućnost izgledala što sumornije. Također, redatelj Gilliam i scenografi Beecroft i Crispian Sallis su posjetili nekoliko buvljaka i skladišta kako bi pronašli materijale za ukrašavanje seta.

### Glazba
Glazbu za film komponirao je engleski glazbenik Paul Buckmaster. Glavna filmska tema je temeljena na skladbi Suite Punta del Este argentinskog tango glazbenika i kompozitora Ástora Piazzolle.

## Teme

### Sjećanje, vrijeme i tehnologija
Film 12 majmuna bavi se subjektivnom prirodom sjećanja i njihovim efektima kroz percepciju stvarnosti. Primjeri lažnih sjećanja uključuju:
- Coleovo sjećanje pucnjave na aerodromu koje je u svakom snu drugačije;
- "Mentalno različit" pacijent u psihijatrijskoj ustanovi koji ima lažna sjećanja;
- Kada Cole govori Railly "Sjećam te se ovakve" nakon što ih prvi put vidimo pod maskama.

Reference na vrijeme, putovanje kroz vrijeme i majmune raštrkane su kroz cijeli film, uključujući i animirani film Woodyja Woodpeckera Time Tunnel kojeg vidimo na televiziji u hotelskoj sobi, komediju Majmunska posla braće Marx koja se prikazuje na televiziji u psihijatrijskoj ustanovi te u podzapletima s majmunima (testiranje lijekova, nove priče i prava životinja). Film je također studija opadanja međusobne komunikacije moderne civilizacije zbog sve veće umiješanosti tehnologije.

### Aluzije na kinematografiju
Film 12 majmuna inspiriran je francuskim kratkim igranim filmom La jetée iz 1962. godine. U oba filma glavni protagonisti progonjeni su vizijama vlastite smrti. Također, vrhunac oba filma događa se na aerodromu.
Poput filma La Jetée, 12 majmuna sadržava reference na film Vrtoglavica iz 1958. godine redatelja Alfreda Hitchcocka. Pred kraj filma, Cole i Railly skrivaju se u kinu u kojem se prikazuje 24-satni maraton Hitchcockovih filmova te zajedno gledaju scenu iz filma Vrtoglavica. Railly se nakon toga preoblači u plavušu, baš kako se i Judy (Kim Novak) preobukla u plavušu Madeleine u Hitchcockovom filmu; James ju vidi kako izranja pod crvenim svjetlom dok Scottie (James Stewart) vidi Judy kako izranja iz zelenog svjetla. U pozadini se može čuti originalna glazba Bernarda Herrmanna iz Vrtoglavice. Također, Railly nosi isti kaput koji je nosila glumica Novak u prvom dijelu filma Vrtoglavica. Scena iz Hitchcockovog filma kada Judy (kao Madeleine) gleda krugove u panju i prisjeća se događaja vlastite prošlosti rezoniraju s temama iz filma 12 majmuna. Cole i Railly kasnije imaju sličan razgovor dok u pozadini čujemo istu glazbu kao iz Vrtoglavice. Scena iz Hitchcockovog filma također je upotrijebljena i u kratkom filmu La Jetée.
Ranije u filmu imamo scenu u kojoj se Cole budi u bolničkom krevetu, a skupina znanstvenika iz budućnosti mu pjevaju kao u zboru. Ova scena direktan je homage na scenu "Dry Bones" iz filma The Singing Detective redatelja Dennisa Pottera.

## Distribucija

### Kino i DVD/Blu-ray distribucija
Film 12 majmuna krenuo je u ograničenu kino distribuciju u SAD-u 29. prosinca 1995. godine. Tjedan dana poslije, 5. siječnja 1996. godine film se započeo prikazivati u 1629 kino dvorana te u prvom vikendu zaradio 13 840 000 dolara. Ukupni box-office rezultat filma 12 majmuna u SAD-u do danas iznosi 51 140 000 dolara dok je u ostatku svijeta zaradio dodatnih 111 700 000 dolara čime sveukupna zarada filma iznosi 168 840 000 dolara. Film se na prvom mjestu box-office liste nalazi dva tjedna u mjesecu siječnju prije nego što su ga s trona skinuli filmovi Od sumraka do zore, Opus gospodina Hollanda i Black Sheep.
Kompanija Universal Studios Home Entertainment izdala je posebno izdanje filma na DVD-u 10. svibnja 2005. godine uz audio komentar redatelja Terryja Gilliama i producenta Charlesa Rovena, dokumentarac o snimanju filma The Hamster Factor and Other Tales of Twelve Monkeys i produkcijske bilješke.
HD DVD izadnje filma izdano je 4. ožujka 2008. godine i uključuje iste posebne dodatke kao i obično DVD izdanje.
Blu-ray izdanje filma na tržištu se pojavilo 28. srpnja 2009. godine, a uključuje iste posebne dodatke kao i u dva prethodna izdanja.

### Kritike
Film je uglavnom dobio pozitivne ocjene filmskih kritičara. Na popularnoj Internet stranici Rotten Tomatoes od sveukupno 56 kritika film ima 88% pozitivnih ocjena uz prosječnu ocjenu od 7.4/10. Mišljenje koje prevladava je sljedeće: "Iako je radnja pomalo zbrkana, odlične uloge i fantastični obrati čine film 12 majmuna ludim, efektivnim doživljajem". Kada se uzmu u obzir samo "najbolji kritičari" film na temelju 20 kritika ima 85% pozitivnih ocjena uz prosječnu ocjenu od 6.9/10. Za usporedbu, druga Internet stranica Metacritic daje filmu prosječnu ocjenu 74/100 temeljenu na 20 kritika.
Poznati kritičar Roger Ebert promatrao je opis budućnosti u filmu 12 majmuna i pronašao poveznice s filmovima Istrebljivač (čiji je scenarij također napisao David Peoples) i Brazil (kojeg je također režirao Terry Gilliam). "Film je slavlje ludila i propasti s junakom koji se pokušava oduprijeti kaosu vlastitog stanja, ali to nije dovoljno", napisat će Ebert. "Ovo je hladna vizija, mračna i potištena pa se čak i romantični trenuci čine više depresivnim nego veselim. Sve to napravljeno je jako dobro, a što više znate o filmovima (pogotovo s tehničkog aspekta) više će Vam se sam film sviđati. A kao zabava film puno više utječe na um nego na osjetila."
Desson Thomson iz Washington Posta hvalio je scenografiju. "Uloge Willisa i Pitta i Gilliamova atmosfera nadilaze sitne mane samog scenarija", piše Thomson. Peter Travers iz magazina Rolling Stone obrazložio je uspjeh filma zbog Gilliamove režije i Willisovog odličnog nastupa. Internet kritičar James Berardinelli kaže da su filmaši upotrijebili inteligentan i kreativan motiv za podzaplet s putovanjem kroz vrijeme. Umjesto da bude poslan kako bi promijenio prošlost, James Cole je upotrebljen kako bi budućnost bila što bolja. S druge strane, Richard Corliss iz magazina Time vjeruje da su aspekti putovanja kroz vrijeme i apokaliptični opis pretjerani klišeji. "U svom mahnitom miksu kaosa, pokolja i životinja iz zoološkog vrta, film 12 majmuna nije ništa drugo nego Jumanji za odrasle", piše Corliss.

### Nagrade i nominacije
Brad Pitt za film je nominiran za prestižnu nagradu Oscar u kategoriji najboljeg sporednog glumca, ali je izgubio od Kevina Spaceyja (Privedite osumnjičene). Kostimografkinja Julie Weiss (Hollywoodland, Frida) također je nominirana u svojoj kategoriji, ali je izgubila od Jamesa Achesona (Restoration). Ipak, glumac Pitt osvojio je nagradu Zlatni globus za najboljeg sporednog glumca. Terry Gilliam dobio je posebnu nagradu na 46. filmskom festivalu u Berlinu. Sam film 12 majmuna dobio je pohvale od strane znanstveno-fantastične zajednice. Film je nominiran za nagradu Hugo u kategoriji najbolje dramske prezentacije, a osvojio je nagradu Saturn za najbolji znanstveno-fantastični film. Glumac Pitt i kostimografkinja Weiss također su osvojili Saturn nagrade dok su Bruce Willis, Madeleine Stowe, Terry Gilliam i scenaristi David i Janes Peoples bili nominirani u svojim kategorijama.

## Sudska tužba Lebbeusa Woodsa
Na početku filma, James je doveden u sobu za ispitivanje te mu je rečeno da sjedne na stolicu koja se nalazi na vertikalnoj tračnici uza zid. Nakon toga ispred njega dolazi ogromna sfera metalne armature koja ispituje njegove slabosti dok znanstvenici s njim razgovaraju. Arhitekt Lebbeus Woods podnio je sudsku tužbu protiv kompanije Universal Pictures u veljači 1996. godine tvrdeći da je njegov rad imena "Neomehanička kula" upotrebljen za film bez njegove dozvole. Sud je odlučio u Woodsovu korist te je Universal bio primoran maknuti scene, ali kasnije je Woods dao svoju dozvolu u zamjenu za "visoku šesteroznamenkastu cifru" koju je dobio od filmske kompanije.

## Televizijska serija
Dana 26. kolovoza 2013. godine, magazin Entertainment Weekly je objavio da Syfy radi TV seriju baziranu na filmu. Produkcija serije je započela u studenom 2013. godine. Pilot serije su napisali Terry Matalas i Travis Fickett, koji su napisali scenarij i za drugu SF seriju Terra Nova. U travnju 2014., Syfy je dao zeleno svjetlo za prikazivanje prve sezone, koja će se sastojati od 13 epizoda, uključujući pilot snimljen 2013. godine. Serija je imala premijeru 16. siječnja 2015. godine. Dana 12. ožujka 2015. objavljeno je da će serija imati i drugu sezonu koja se počela prikazivati u travnju 2016. godine. Dne 29. lipnja 2016. godine, objavljeno je da je serija obnovljena i za treću sezonu koja će se prikazati 2017. godine. Serija je završena 6. srpnja 2018. godine s ukupno 4 sezone i 27 epizoda.

## Vanjske poveznice
- 12 majmuna u internetskoj bazi filmova IMDb-a
- Dvanaest majmuna na Rotten Tomatoes
- Dvanaest majmuna na Box Office Mojo